# Juxia
La juxia (gen. Juxia) è un mammifero perissodattilo estinto imparentato con i rinoceronti. Visse nell'Eocene superiore (circa 37 - 34 milioni di anni fa) e i suoi resti fossili sono stati ritrovati in Asia.

## Descrizione
Questo animale era di dimensioni notevoli, e poteva superare la taglia di un cavallo odierno. Rispetto ad altri animali simili ma successivi, come Paraceratherium, Juxia possedeva un corpo snello sostenuto da zampe allungate e forti. Il cranio era relativamente piccolo, connesso a un collo piuttosto lungo. Juxia era dotato di denti quasi triangolari nella zona delle guance e di incisivi sporgenti e taglienti. 

## Classificazione
Juxia venne descritto per la prima volta nel 1964, sulla base di resti fossili risalenti all'Eocene superiore e ritrovati nella zona di Shara Murun in Mongolia Interna (Cina); la specie tipo è Juxia sharamurunense. Altre specie descritte successivamente sono J. micracis (originariamente considerato un genere a sé stante, Imequincisoria, e proveniente dalla provincia di Henan) e J. shoui, proveniente anch'essa da Shara Murun. Altri fossili ritrovati in India, risalenti anch'essi all'Eocene superiore, sono stati attribuiti alla specie J. sharamurenense. A questo genere è stata anche attribuita la specie J. borissiaki proveniente dall'Eocene superiore della Russia; quest'ultima specie potrebbe appartenere al genere Teletaceras, un vero rinocerotide arcaico. 

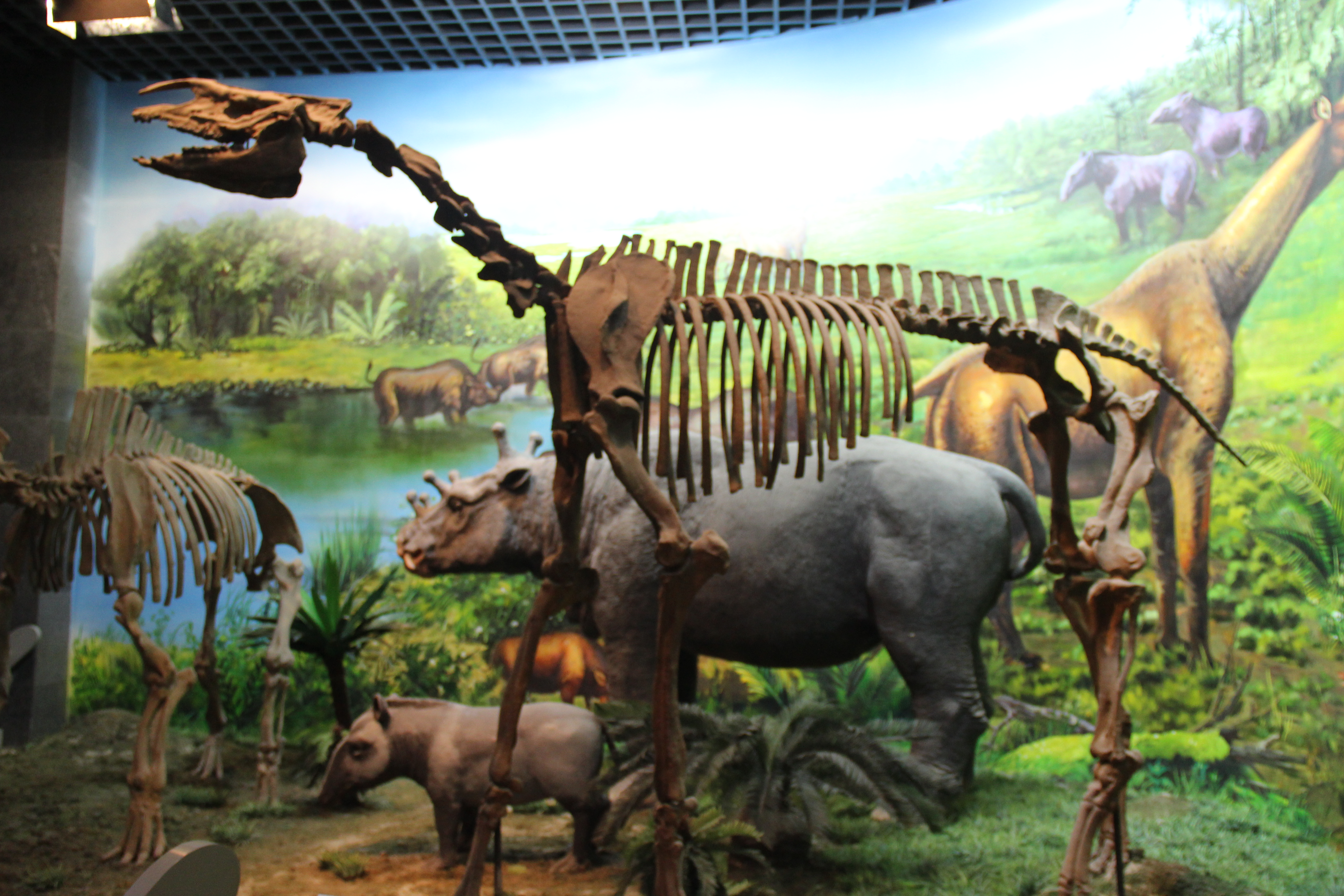
Scheletro di Juxia sharamurunense

Juxia è considerato uno dei primi rappresentanti degli indricoteri, o rinoceronti giganti; derivato probabilmente dai rinoceronti corridori (iracodontidi), Juxia o qualche genere affine diedero origine a una stirpe asiatica di rinoceronti giganti tra cui il più noto è Paraceratherium.

## Paleobiologia
Grazie al lungo collo e agli incisivi sporgenti, probabilmente Juxia era un brucatore che si cibava di felci e di fronde degli alberi, dove gli altri erbivori non potevano arrivare. L'habitat di questo animale era costituito da foreste tropicali lussureggianti. Non è chiaro se vivesse in piccoli branchi o fosse un animale solitario, ma probabilmente era in grado di correre piuttosto velocemente per un breve periodo di tempo, per difendersi dai predatori.